# بيشوب (كاليفورنيا)
بيشوب (بالإنجليزية: Bishop)‏ هي إحدى مدن مقاطعة إنيو، كاليفورنيا. تم إعطاءها لقب مدينة في 6 مايو، 1903.

## التركيبة السكانية
حدّد مكتب تعداد الولايات المتحدة بيانات التركيبة السكانية لبيشوب في تعداد الولايات المتحدة. في ما يلي، التركيبة السكانية حسب تعدادي 2000 و2010.

### تعداد عام 2000
بلغ عدد سكان بيشوب 3,575 نسمة بحسب تعداد عام 2000، وبلغ عدد الأسر 1,684 أسرة وعدد العائلات 832 عائلة مقيمة في المدينة. في حين سجلت الكثافة السكانية 722.2 نسمة لكل كيلومتر مربع (1,870.5/ميل2). وبلغ عدد الوحدات السكنية 1,867 وحدة بمتوسط كثافة قدره 377.2 لكل كيلومتر مربع (976.9/ميل2).
وتوزع التركيب العرقي للمدينة بنسبة 84.62% من البيض و0.20% من الأمريكيين الأفارقة و2.04% من الأمريكيين الأصليين و1.26% من الأمريكيين ذوي الأصول الآسيوية و0.03% من سكان جزر المحيط الهادئ و6.49% من الأعراق الأخرى و5.37% من عرقين مختلطين أو أكثر و17.37% من الهسبانيون أو اللاتينيون من أي عرق.
بلغ عدد الأسر 1,684 أسرة كانت نسبة 27.9% منها لديها أطفال تحت سن الثامنة عشر تعيش معهم، وبلغت نسبة الأزواج القاطنين مع بعضهم البعض 33.5% من أصل المجموع الكلي للأسر، ونسبة 11.8% من الأسر كان لديها معيلات من الإناث دون وجود شريك، بينما كانت نسبة 4.1% من الأسر لديها معيلون من الذكور دون وجود شريكة وكانت نسبة 50.6% من غير العائلات. تألفت نسبة 44.2% من أصل جميع الأسر من عدة أفراد يعيشون في نفس المنزل ونسبة 19.1% كانت تتألف من شخص يعيش بمفرده يبلغ من العمر 65 عاماً أو أكثر. وبلغ متوسط حجم الأسرة المعيشية 2.08، أما متوسط حجم العائلات فبلغ 2.93.
بلغ العمر الوسطي للسكان 39.9 عاماً. وكانت نسبة 24.2% من القاطنين تحت سن الثامنة عشر، وكانت نسبة 7.3% بين الثامنة عشر والرابعة والعشرين عاماً، ونسبة 26.3% كانت واقعةً في الفئة العمرية ما بين الخامسة والعشرين والرابعة والأربعين عاماً، ونسبة 22.7% كانت ما بين الخامسة والأربعين والرابعة والستين، ونسبة 17.5% كانت ضمن فئة الخامسة والستين عاماً فما فوق. يوجد لكل 100 أنثى 93.4 ذكر، ويوجد لكل 100 أنثى في الثامنة عشر من عمرها فما فوق 92.0 ذكر.
بلغ متوسط دخل الأسرة في المدينة 27,338 دولارًا، أما متوسط دخل العائلة فبلغ 34,423 دولارًا. وكان متوسط دخل الذكور 23,433 دولارًا مقابل 24,545 دولارًا للإناث. وسجل دخل الفرد الخاص بالمدينة 17,660 دولارًا. وكانت نسبة 14% من العائلات ونسبة 16.3% من السكان تحت خط الفقر، وكان من هؤلاء نسبة 23% تحت سن الثامنة عشر ونسبة 6% في الخامسة والستين من العمر وما فوق.

### تعداد عام 2010
بلغ عدد سكان بيشوب 3,879 نسمة بحسب تعداد عام 2010، وبلغ عدد الأسر 1,748 أسرة وعدد العائلات 854 عائلة مقيمة في المدينة. في حين سجلت الكثافة السكانية 783.6 نسمة لكل كيلومتر مربع (2,029.5/ميل2). وبلغ عدد الوحدات السكنية 1,926 وحدة بمتوسط كثافة قدره 389.1 لكل كيلومتر مربع (1,007.8/ميل2).
وتوزع التركيب العرقي للمدينة بنسبة 73.91% من البيض و0.57% من الأمريكيين الأفارقة و2.35% من الأمريكيين الأصليين و1.57% من الأمريكيين ذوي الأصول الآسيوية و0.03% من سكان جزر المحيط الهادئ و18.64% من الأعراق الأخرى و2.94% من عرقين مختلطين أو أكثر و30.94% من الهسبانيون أو اللاتينيون من أي عرق.
بلغ عدد الأسر 1,748 أسرة كانت نسبة 28.5% منها لديها أطفال تحت سن الثامنة عشر تعيش معهم، وبلغت نسبة الأزواج القاطنين مع بعضهم البعض 32.8% من أصل المجموع الكلي للأسر، ونسبة 10.4% من الأسر كان لديها معيلات من الإناث دون وجود شريك، بينما كانت نسبة 5.7% من الأسر لديها معيلون من الذكور دون وجود شريكة وكانت نسبة 51.1% من غير العائلات. تألفت نسبة 43.9% من أصل جميع الأسر من عدة أفراد يعيشون في نفس المنزل ونسبة 16.5% كانت تتألف من شخص يعيش بمفرده يبلغ من العمر 65 عاماً أو أكثر. وبلغ متوسط حجم الأسرة المعيشية 2.16، أما متوسط حجم العائلات فبلغ 3.07.
بلغ العمر الوسطي للسكان 38.9 عاماً. وكانت نسبة 23.8% من القاطنين تحت سن الثامنة عشر، وكانت نسبة 7.7% بين الثامنة عشر والرابعة والعشرين عاماً، ونسبة 26.1% كانت واقعةً في الفئة العمرية ما بين الخامسة والعشرين والرابعة والأربعين عاماً، ونسبة 26.6% كانت ما بين الخامسة والأربعين والرابعة والستين، ونسبة 15.8% كانت ضمن فئة الخامسة والستين عاماً فما فوق. وتوزع التركيب الجنسي للسكان بنسبة 50% ذكور و50% إناث.

## المناخ
يظهر الجدول التالي التغييرات المناخية على مدار السنة لبيشوب:
| البيانات المناخية لـبيشوب           | البيانات المناخية لـبيشوب | البيانات المناخية لـبيشوب | البيانات المناخية لـبيشوب | البيانات المناخية لـبيشوب | البيانات المناخية لـبيشوب | البيانات المناخية لـبيشوب | البيانات المناخية لـبيشوب | البيانات المناخية لـبيشوب | البيانات المناخية لـبيشوب | البيانات المناخية لـبيشوب | البيانات المناخية لـبيشوب | البيانات المناخية لـبيشوب | البيانات المناخية لـبيشوب |
| الشهر                               | يناير                     | فبراير                    | مارس                      | أبريل                     | مايو                      | يونيو                     | يوليو                     | أغسطس                     | سبتمبر                    | أكتوبر                    | نوفمبر                    | ديسمبر                    | المعدل السنوي             |
| ----------------------------------- | ------------------------- | ------------------------- | ------------------------- | ------------------------- | ------------------------- | ------------------------- | ------------------------- | ------------------------- | ------------------------- | ------------------------- | ------------------------- | ------------------------- | ------------------------- |
| الدرجة القصوى °ف (°م)               | 77 (25)                   | 81 (27)                   | 87 (31)                   | 93 (34)                   | 102 (39)                  | 109 (43)                  | 110 (43)                  | 107 (42)                  | 106 (41)                  | 97 (36)                   | 84 (29)                   | 78 (26)                   | 110 (43)                  |
| الحد الأقصى المتوسط °ف (°م)         | 67.4 (19.7)               | 70.7 (21.5)               | 77.3 (25.2)               | 85.7 (29.8)               | 94.3 (34.6)               | 101.8 (38.8)              | 105.4 (40.8)              | 103.3 (39.6)              | 97.5 (36.4)               | 87.3 (30.7)               | 76.0 (24.4)               | 66.8 (19.3)               | 106.1 (41.2)              |
| متوسط درجة الحرارة الكبرى °ف (°م)   | 54.0 (12.2)               | 57.9 (14.4)               | 65.5 (18.6)               | 72.7 (22.6)               | 82.4 (28.0)               | 92.0 (33.3)               | 98.4 (36.9)               | 96.3 (35.7)               | 88.2 (31.2)               | 76.1 (24.5)               | 62.6 (17.0)               | 53.3 (11.8)               | 75.0 (23.9)               |
| متوسط درجة الحرارة الصغرى °ف (°م)   | 23.0 (−5.0)               | 26.5 (−3.1)               | 31.2 (−0.4)               | 36.3 (2.4)                | 44.2 (6.8)                | 51.0 (10.6)               | 56.2 (13.4)               | 53.8 (12.1)               | 47.0 (8.3)                | 37.4 (3.0)                | 27.8 (−2.3)               | 22.1 (−5.5)               | 38.1 (3.4)                |
| الحد الأدنى المتوسط °ف (°م)         | 11.0 (−11.7)              | 14.5 (−9.7)               | 18.9 (−7.3)               | 24.1 (−4.4)               | 32.4 (0.2)                | 39.2 (4.0)                | 46.7 (8.2)                | 44.4 (6.9)                | 36.8 (2.7)                | 25.4 (−3.7)               | 15.4 (−9.2)               | 9.7 (−12.4)               | 6.6 (−14.1)               |
| أدنى درجة حرارة °ف (°م)             | −7 (−22)                  | −2 (−19)                  | 9 (−13)                   | 15 (−9)                   | 25 (−4)                   | 25 (−4)                   | 34 (1)                    | 34 (1)                    | 26 (−3)                   | 16 (−9)                   | 5 (−15)                   | −8 (−22)                  | −8 (−22)                  |
| الهطول إنش (مم)                     | 1.05 (27)                 | 0.85 (22)                 | 0.53 (13)                 | 0.26 (6.6)                | 0.19 (4.8)                | 0.19 (4.8)                | 0.16 (4.1)                | 0.13 (3.3)                | 0.19 (4.8)                | 0.30 (7.6)                | 0.52 (13)                 | 0.80 (20)                 | 5.17 (131)                |
| متوسط تساقط الثلوج إنش (سم)         | 5.2 (13)                  | 0.7 (1.8)                 | 0.5 (1.3)                 | 0.1 (0.25)                | trace                     | 0 (0)                     | 0 (0)                     | 0 (0)                     | 0 (0)                     | 0 (0)                     | 0.3 (0.76)                | 1.2 (3.0)                 | 6.8 (17)                  |
| متوسط أيام هطول الأمطار (≥ 0.01 in) | 3.9                       | 4.0                       | 2.9                       | 1.9                       | 1.7                       | 1.5                       | 1.7                       | 1.5                       | 1.7                       | 1.5                       | 2.3                       | 3.0                       | 27.6                      |
| متوسط الأيام المثلجة (≥ 0.1 in)     | 1.2                       | 0.4                       | 0.4                       | 0.1                       | 0                         | 0                         | 0                         | 0                         | 0                         | 0                         | 0.2                       | 0.7                       | 3.0                       |
| المصدر: NOAA, WRCC                  |                           |                           |                           |                           |                           |                           |                           |                           |                           |                           |                           |                           |                           |

## أعلام
- نورمان كلايد
- روبرت ويليام وود
- تريفور دونوفان
- روبرت براي
- سارة كونراد
- بيني مكوي
- أندرو بويد
- كريستوفر سانتانا
- هال غريغ
- ماثيو وليامز